# 皮肯斯 (阿肯色州迪沙縣)
皮肯斯（英語：Pickens）是位於美國阿肯色州迪沙縣的一個非建制地區。該地的面積和人口皆未知。

## 地理
皮肯斯的座標為33°50′44″N 91°28′54″W / 33.84556°N 91.48167°W，而該地的平均海拔高度為48米（即157英尺）。